# 카릴 처칠

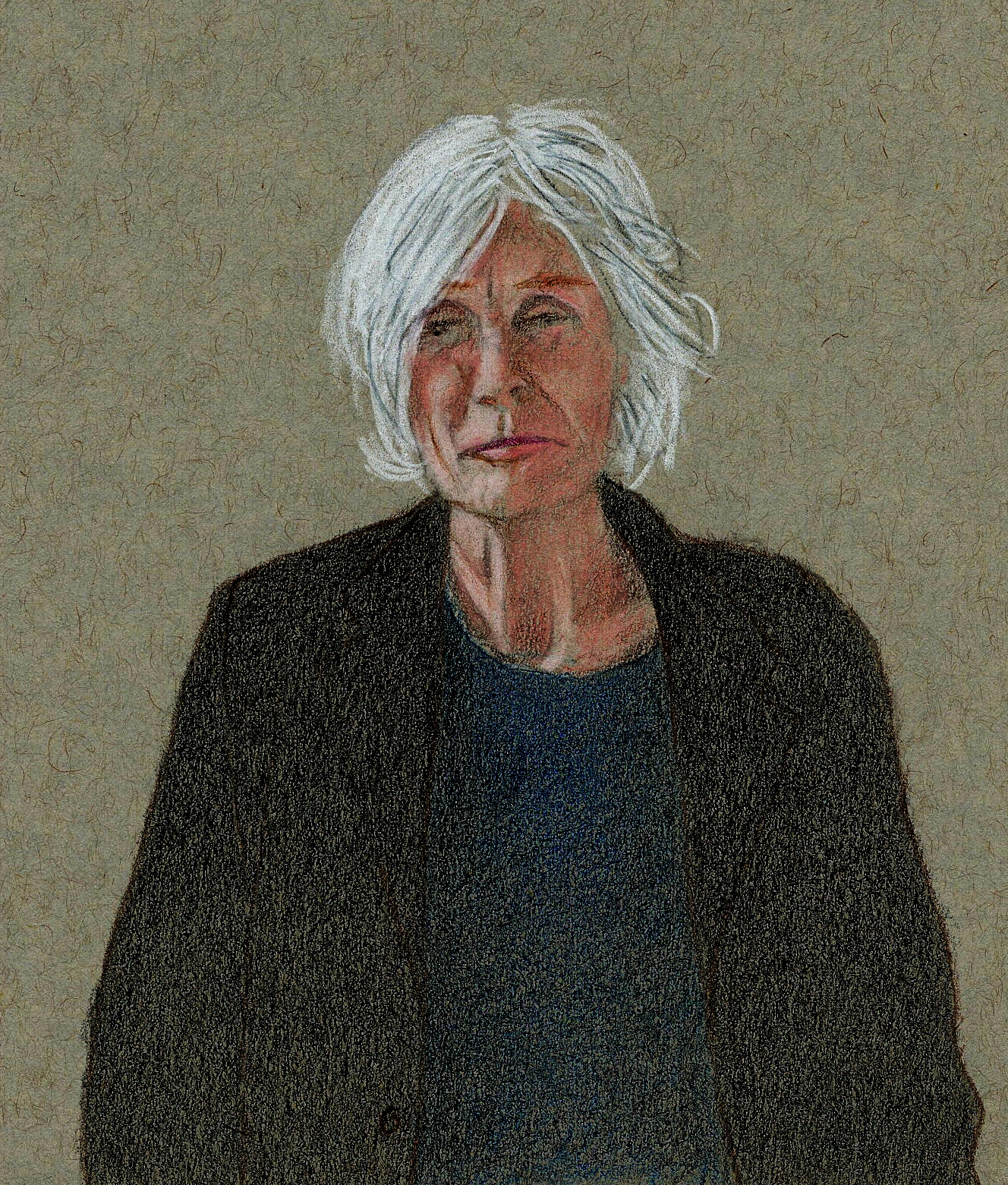

카릴 처칠(Caryl Churchill, 1938년 9월 3일 ~ )은 영국의 극작가이다.
1970년대 초 런던 무대 데뷔 이래 비사실주의적 극작법으로 다양한 주제에 걸친 작품 활동을 해 왔다. 1970∼1980년대 초기 작품들을 통해 사회주의적 페미니스트 극작가로서 세계적 명성을 얻었지만, 총 50여 편의 드라마를 창작했고 현재까지도 왕성한 작품 활동을 하고 있기 때문에, 처칠의 작품 세계를 한마디로 정의하기란 거의 불가능하다. 그녀의 주제의식은 그 다양성에도 불구하고 궁극적으로 휴머니즘의 정신을 떠나지 않는다. 성차의 정치학, 자본주의적 가치에 대한 비판, 비인간화로서의 제국주의와 식민주의, 사회적 규범과 처벌에 관한 푸코적 미시정치학, 동물 복제를 둘러싼 생명 윤리적 논쟁, 영미 동맹의 현실정치학, 현대 문명의 생태학적 위기, 정보사회와 인간 의식의 변화가 인간적 관계에 미치는 영향 등 오늘날 개인과 사회, 인류가 처한 위기의 현실과 그 현실을 지속시키는 모든 이념에 맞서 인간적 가치를 옹호하는 것이 그녀의 작품 세계다.

## 같이 보기
- 베르톨트 브레히트
- 앙토냉 아르토
- 피나 바우슈
- 행위 예술
- 미셸 푸코